# Landkreis Aurich
Landkreis Aurich är ett distrikt (Landkreis) i det tyska förbundslandet Niedersachsen. Distriktet ligger vid Nordsjökusten i Niedersachsens nordvästra del och kan sägas utgöra centrum i det historiska landskapet Ostfriesland. I öster gränsar distriktet till Landkreis Wittmund och i söder till Landkreis Leer och staden Emden. 
Det nuvarande distriktet bildades genom 1977 års kommunreform som en sammanslagning av de tidigare distrikten Aurich och Norden. 

## Städer och kommuner i Landkreis Aurich
I förvaltningsrättslig mening finns i modern tid ingen skillnad mellan begreppet Stadt (stad) gentemot Gemeinde (kommun). 

### Einheitsgemeinden
| - Aurich (stad) - Baltrum - Dornum - Grossefehn | - Grossheide - Hinte - Ihlow | - Juist - Krummhörn - Norden (stad) | - Norderney (stad) - Südbrookmerland - Wiesmoor (stad) |

### Samtgemeinde
| - Samtgemeinde Brookmerland | - Samtgemeinde Hage |  |  |

### Kommunfria områden
| - Nordseeinsel Memmert |